# Schopfheim
Schopfheim település Németországban, azon belül Baden-Württembergben. Lakosainak száma 20 238 fő (2023. december 31.).

## Népesség
A település népessége az elmúlt években az alábbi módon változott:
| Lakosok száma | 14 087 | 15 230 | 15 952 | 15 740 | 15 840 | 17 740 | 19 038 | 19 329 | 18 984 | 20 238 |
|               | 1961   | 1967   | 1974   | 1980   | 1987   | 1993   | 2000   | 2006   | 2013   | 2023   |